# Francesco Di Fulvio
Francesco Di Fulvio (Pescara, 1993. augusztus 15. –) világbajnok (2019), olimpiai bronzérmes olasz válogatott vízilabdázó, center, a Pro Recco játékosa.

## Sikerei
- LEN-szuperkupa (2021, 2022, 2023)